# 野田部宏子
野田部 宏子（のたべ ひろこ、1990年6月25日 - ）は、福岡県福岡市出身のボートレーサー。福岡県立筑前高等学校卒業、広島国際大学薬学部中退。登録第4765号。身長164cm。血液型A型。福岡支部所属。112期。同期には、渡邉雄朗、松尾充、山田祐也、富樫麗加、今泉友吾、山崎郡、小池礼乃、米井里実、馬場剛、小野真歩らがいる。

## 来歴
- 2013年3月20日、選手登録。
- 2013年5月17日からボートレース芦屋で開催された 一般戦「MBP嘉麻オープン1周年記念」初日第2Rでデビュー[1]。（6着）
- 2013年12月7日からボートレース福岡で開催された 一般戦「博多名物　元祖肉肉うどん杯」2日目第8Rで初勝利[2]。（6号艇6コース決まり手：まくり差し）
- 2019年2月28日からボートレース蒲郡で開催された 一般戦「マクール杯争奪戦」でデビュー5年11ヶ月にして初優出[3]。（5着）

## 戦績
※2022年03月13日現在
- 出走回数：1,087回
- 1着回数：82回
- 優出回数：1回
- 優勝回数：0回
- フライング(F)回数：20回
- 出遅れ(L)回数：0回
- 通算勝率：3.26
- 2連対率：16.0%
- 3連対率：25.4%